# 白沙墩堡
白沙墩堡，是台灣中南部自清治時期至日治初期的一個行政區劃，其範圍即今雲林縣的元長鄉。
白沙墩堡北邊為布嶼堡，東北邊為大坵田堡，東邊為打貓北堡，東南邊為打貓西堡，西南邊為大槺榔東頂堡，西邊為尖山堡。

## 管轄街庄
白沙墩堡共轄13個庄：
- 今元長鄉境內：客仔厝庄、下藔庄、頂藔庄、內藔庄、鹿藔庄、子茂庄、元長庄、龍岩厝庄、合和庄、山仔內庄、後湖庄、五塊藔庄、潭內庄